# Klátova Nová Ves
Klátova Nová Ves (prononciation slovaque : [ˈklaːtɔva ˈnɔvaː ˈvɛs], allemand : Stockneudorf, hongrois : Tőkésújfalu) est un village de Slovaquie situé dans la région de Trenčín.

## Histoire
La première mention écrite du village date de 1310. Il fait partie du Royaume de Hongrie jusqu'en 1918.

## Démographie

### Évolution de la population
| Année:               | 1994. | 2004.   | 2014.   | 2024.   |
| -------------------- | ----- | ------- | ------- | ------- |
| Nombre de personnes: | 1578  | 1571    | 1618    | 1596    |
| Différence:          |       | -0,44 % | +2,99 % | -1,35 % |

| Année:               | 2023. | 2024.   |
| -------------------- | ----- | ------- |
| Nombre de personnes: | 1589  | 1596    |
| Différence:          |       | +0,44 % |

## Géographie
Klátova Nová Ves se situe en Slovaquie occidentale, à 8 km au sud-ouest de Partizánske et 10 km à l’est de Topoľčany.
| Bošany | Nedanovce        | Turčianky               |
| Krnča  | Klátova Nová Ves | Veľký Klíž, Ješkova Ves |
| Zlatno | Hosťovce         | Žikava, Lovce           |